# Saison 5 de Melrose Place
 (mars 2025).
Si vous disposez d'ouvrages ou d'articles de référence ou si vous connaissez des sites web de qualité traitant du thème abordé ici, merci de compléter l'article en donnant les références utiles à sa vérifiabilité et en les liant à la section « Notes et références ».
Chronologie
Saison 4 Saison 6
Cet article présente le guide des épisodes de la cinquième saison de la série télévisée américaine Melrose Place.

## Distribution

### Acteurs principaux
- Josie Bissett (VF : Isabelle Maudet) : Jane Andrews Mancini (5.1-5.15)
- Thomas Calabro (VF : Vincent Violette) : Michael Mancini
- David Charvet (VF : Alexandre Gillet) : Craig Field
- Marcia Cross (VF : Blanche Ravalec) : Dr Kimberly Shaw (5.1-5.27)
- Rob Estes (VF : Maurice Decoster) : Kyle McBride
- Brooke Langton (VF : Laurence Dourlens) : Samantha Reilly
- Laura Leighton (VF : Joëlle Guigui) : Sydney Andrews
- Lisa Rinna (VF : Rafaèle Moutier) : Taylor McBride
- Kelly Rutherford (VF : Céline Duhamel) : Megan Lewis
- Doug Savant (VF : Emmanuel Curtil) : Matthew Fielding Jr.
- Grant Show (VF : Thierry Ragueneau) : Jake Hanson
- Andrew Shue (VF : Vincent Ropion) : Billy Campbell
- Courtney Thorne-Smith (VF : Virginie Mery) : Alison Parker
- Jack Wagner (VF : Patrick Laplace) : Dr Peter Burns
- Avec la participation spéciale de Heather Locklear (VF : Dominique Dumont) : Amanda Woodward

### Acteurs récurrents
- Terri Johnson : Julie (5.01, 5.03-5.33) 32
- Greg Evigan (VF : Jean-Pierre Falloux) : Dr Dan Hathaway (5.05-5.16)
- Katie Wright (VF : Sylvie Jacob) : Chelsea Fielding (5.23-5.34)
- Tony Denison (VF : Patrick Floersheim) : Jim Reilley (5.24-5.34)
- Chad Lowe (VF : Guillaume Lebon) : Carter Gallavan (5.13-5.20)
- Nancy Lee Grahn (VF : Frédérique Tirmont) : Denise Fielding (5.27-5.34)
- Phil Morris (VF : Marc Bretonnière) : Walter (5.13-5.19)
- Alyssa Milano (VF : Magali Barney) : Jennifer Mancini Richard Hart (5.28-5.34)
- Scott Plank (VF : Thierry Redler) : Nick Reardon (5.17-5.22)
- Stacy Haiduk : Colleen Patterson (5.20-5.21, 5.28, 5.32-5.34)
- Donna Mills (VF : Françoise Pavy) : Sherry Doucette (5.12-5.15)
- Patrick Muldoon (VF : Antoine Tomé) : Richard Hart (5.01-5.03)
- Mark L. Taylor : Dr Louis Visconti (5.33)

## Épisodes
Les épisodes de cette saison sont :

### Épisode 1: La Hantise (Living With Disaster)
- Première apparition de Lisa Rinna et Rob Estes

### Épisode 3: Un homme désespéré (Moving Violation)
- Dernière apparition de Patrick Muldoon

### Épisode 5: Jane à la dérive (Un-Janed Melody)
- Première apparition de Kelly Rutherford et David Charvet

### Épisode 15: Au revoir Los Angeles (Escape From L.A.)
- Départ temporaire de Josie Bissett

### Épisode 27: Vengeance par procuration (The Dead Wives Club)
- Dernière apparition de Marcia Cross

### Épisode 28: Tout recommence (Deja Vu All Over Again)
- Première apparition d'Alyssa Milano

### Épisode 34: Qui a peur d'Amanda Woodward? [2/2] (Who's Afraid of Amanda Woodward?)
- Dernière apparition de Courtney Thorne-Smith, Grant Show et Laura Leighton. La robe de mariée portée par Sydney est une création de la couturière japonaise Yumi Katsura. Cependant, Laura Leighton  reprendra son rôle de Sydney lors de 7 épisodes du revival Melrose Place : Nouvelle Génération (2009-2010).